# Aranyossi Magda
Aranyossi Magda (Aranyossi Pálné Nádas Magda) (Budapest, 1896. szeptember 24. – Budapest, 1977. augusztus 13.) író, újságíró. Aranyossi Pál felesége volt.

## Élete
Szülei Nádas (Neumayer) Adolf (Arnold) (1862–1927) szolnoki születésű vállalkozó és Mezei Klára (1869–1934) voltak. Apai nagyszülei Neumayer József földbirtokos és Rosenzweig Jozefa, anyai nagyszülei dr. Mezei Mór (1836–1925) ügyvéd és Schlesinger Eugénia voltak. Agrártudományi tanulmányokat folytatott, 1917-ben a Galilei-kör tagja lett, 1918-tól részt vett a munkásmozgalomban. Ugyanebben az évben Budapesten házasságot kötött Aranyossi Pál hírlapíróval. A Tanácsköztársaság idején a pedagógus szakszervezetben dolgozott, majd a bukás után emigrált. Bécsben, Firenzében, Stockholmban, Berlinben és Párizsban élt, és tagja lett több ország kommunista pártjának (Német Kommunista Párt, Francia Kommunista Párt). 1924-től 1929-ig a Párizsi Munkás című újság munkatársa volt, majd 1931-ig a nőrovatot vezette. 1932-től a Március 8. című lap szerkesztője volt. 1934-ben egyik alapítója volt a Nők Világkongresszusának. 1941-ben, férjével együtt visszatért Magyarországra, és mindketten bekapcsolódtak az illegális kommunista ellenállásba. 1945-ben alapítója volt a magyar demokratikus nőszövetségnek. 1949-től a Munkásmozgalmi Intézet, 1957-től az MSZMP KB Párttörténeti Intézetének tudományos munkatársaként dolgozott. Számos kitüntetést kapott (többek között: Szocialista Munkáért, 1953; Munka Érdemrend, 1954, 1965 és 1970; Szocialista Hazáért érdemrend, 1967; Szocialista Magyarországért érdemrend, 1976).
Irodalmi munkássága főleg a regényekre terjedt ki, emellett hosszabb tanulmányt közölt Frankel Leóról és Clara Zetkinről. Több szépirodalmi alkotása német nyelven is megjelent.

## Főbb munkái
- Öt kisasszony egy udvarházban. Regény, Budapest, 1948.
- A turjánon beérett a rizs, 1950.
- Hajnal. Ifjúsági regény, Budapest, 1951.
- Nem tehettem másként. Életrajz, Budapest, 1957.
- Lázadó asszonyok. Tanulmány, Budapest, 1963.
- Rendszertelen önéletrajz. Budapest, 1978 (posztumusz).